# هیندردام
هیندردام (به هلندی: Hinderdam) یک منطقهٔ مسکونی در هلند است که در ویده‌میرن واقع شده‌است. هیندردام ۷۰ نفر جمعیت دارد.